# Зеленско
Зеленско — деревня в Плюсском районе Псковской области. Входит в сельское поселение Плюсская волость.

## География
Деревня расположена на левом берегу реки Чёрная (левого притока Плюссы), в 20 км к западу от районного центра — посёлка Плюсса, в 6 км к западу от деревни Должицы и в 1,5 км от юго-западного берега озера Долгое.

## Население
Численность населения деревни по оценке на конец 2000 года составляла 3 человека, по переписи 2002 года — 6 человек.

## История
В 1887 году устроен эстонский лютеранский молитвенный дом, закрыт в 1920-х.
До 1 января 2006 года деревня входила в состав ныне упразднённой Должицкой волости.